# Dolores Dorn
Dolores Dorn, nata Heft, a volte accreditata come Dolores Dorn-Heft (Chicago, 3 marzo 1934 – 5 ottobre 2019), è stata un'attrice statunitense.

## Biografia
Figlia di un importante rivenditore d'auto di Chicago, Dolores fu notata da un talent scout della Warner Bros. mentre sorseggiava del latte in un locale vicino agli studi. Diplomata presso il Goodman Art Theatre, prese parte due volte al concorso "Miss Chicago", classificandosi al terzo posto nel 1950 e al secondo posto nel 1951.
Prima di debuttare al cinema, fu impegnata in alcuni lavori teatrali con una compagnia itinerante, recitando anche a Broadway.
La sua prima apparizione cinematografica avvenne nel film Il mostro della via Morgue. A questa seguirono le partecipazioni come protagonista femminile nei film Cacciatori di frontiera, accanto a Randolph Scott, e La vendetta del gangster insieme a Cliff Robertson. Negli anni sessanta venne messa sotto contratto dalla Columbia Pictures.
Divenne successivamente insegnante di recitazione presso l'American Film Institute e il Lee Strasberg Theatre and Film Institute.
Dal 1956 al 1959 fu sposata con il collega Franchot Tone. Sposò poi nel 1967 l'attore Ben Piazza, dal quale divorziò nel 1979; il matrimonio naufragò quando Piazza si innamorò di un uomo di nome Wayne Tripp, col quale convisse fino alla morte.
Dolores Dorn morì nell'ottobre del 2019, all'età di ottantacinque anni.

## Filmografia

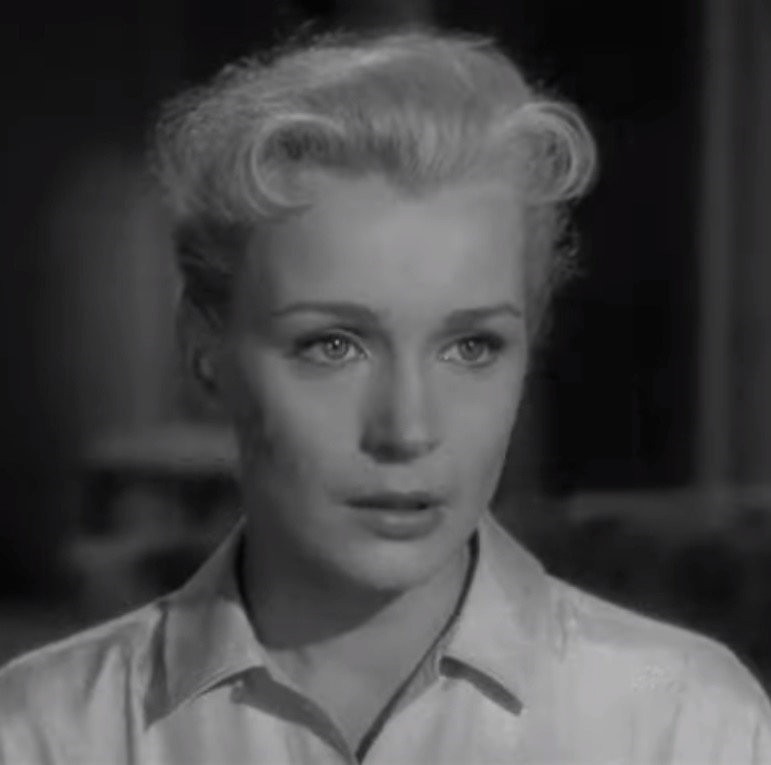
Dolores Dern nel film La notte delle jene

### Cinema
- Il mostro della via Morgue (Phantom of the Rue Morgue), regia di Roy Del Ruth (1954)
- Un pizzico di fortuna (Lucky Me), regia di Jack Donohue (1954)
- Cacciatori di frontiera (The Bounty Hunter), regia di André De Toth (1954)
- Uncle Vanya, regia di John Goetz e Franchot Tone (1957)
- La vendetta del gangster (Underworld U.S.A.), regia di Samuel Fuller (1961)
- La notte delle jene (13 West Street), regia di Philip Leacock (1962)
- Anonima sequestri (The Candy Snatchers), regia di Guerdon Trueblood (1973)
- Stazione di servizio (Truck Stop Women), regia di Mark L. Lester (1974)
- Come far volare il tempo (Tell Me a Riddle), regia di Lee Grant (1980)

### Televisione

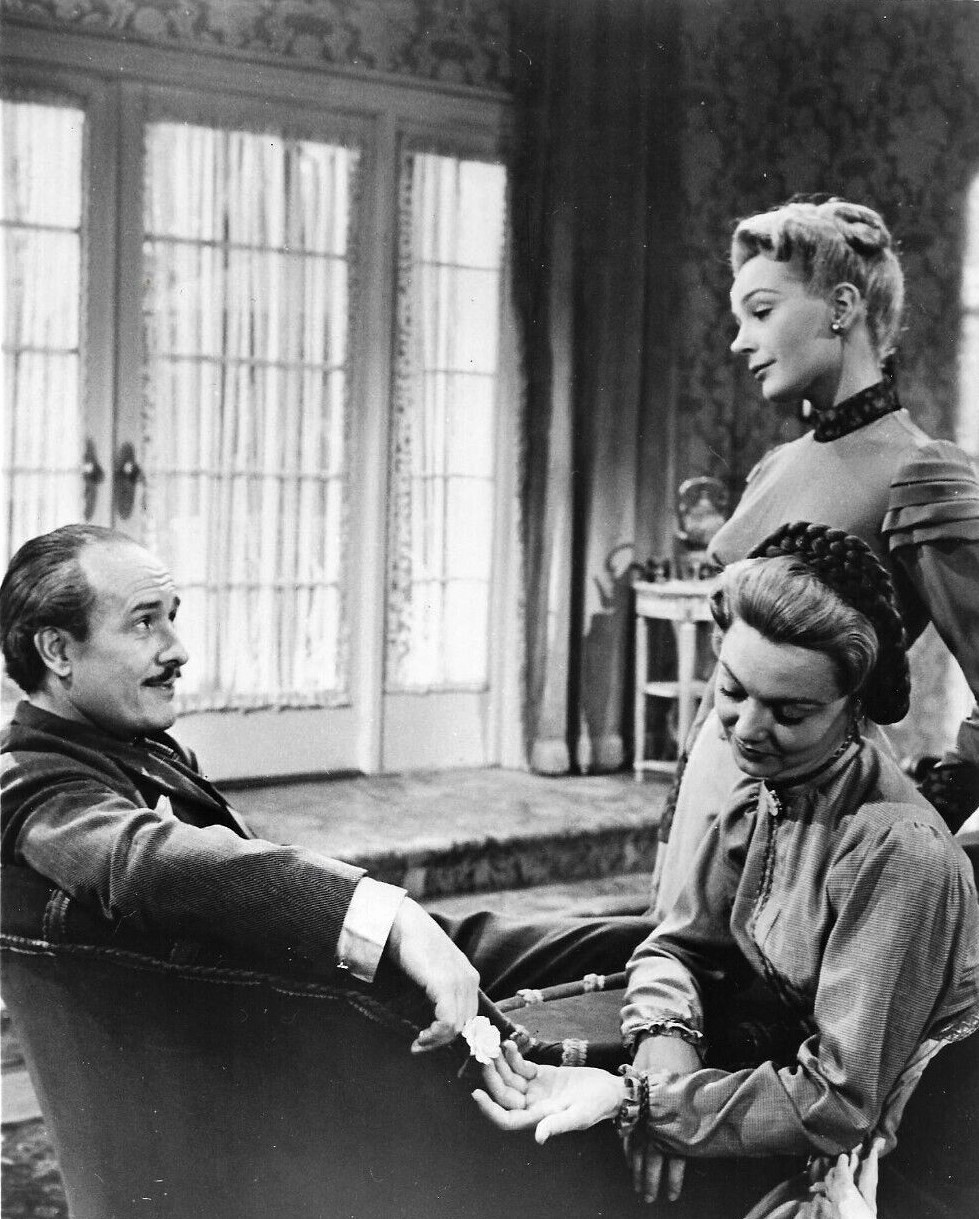
Dolores Dorn con George Voskovec e Peggy McCay nel film Uncle Vanya

- The World of Mr. Sweeney - serie TV, 1 episodio (1955)
- Suspicion - serie TV, 1 episodio (1958)
- The Robert Herridge Theater - serie TV, 1 episodio (1961)
- Corruptors - serie TV, 1 episodio (1961)
- Gli intoccabili (The Untouchables) - serie TV, 1 episodio (1962)
- I giorni di Bryan (Run for Your Life) - serie TV, 1 episodio (1965)
- Le ragazze di Huntington House (The Girls of Huntington House) - film TV (1973)
- Tenafly - serie TV, 1 episodio (1974)
- Ironside - serie TV, 1 episodio (1974)
- The Turning Point of Jim Malloy - film TV (1975)
- Ultimo indizio (Jigsaw John) - serie TV, 1 episodio (1976)
- Charlie's Angels - serie TV, 1 episodio (1977)
- Intimamente estranei (Intimate Strangers) - film TV (1977)
- Night Cries - film TV (1978)
- A Cry for Love - film TV (1980)
- The Princess and the Cabbie - film TV (1981)
- Simon & Simon - serie TV, 2 episodi (1985)

## Doppiatrici italiane
- Micaela Giustiniani in Cacciatori di frontiera
- Rosetta Calavetta in La vendetta del gangster
- Germana Dominici in Charlie's Angels